# Muzej Nanjinga
Muzej Nanjinga (kin. 南京博物院, pinyin: Nánjīng Bówùyuàn) je muzej u kineskom gradu Nanjingu, glavnom gradu kineske pokrajine Jiangsu. Površinom od 83.000 m² izložbenog prostora, on je jedan od najvećih muzeja u Kini.
Muzej Nanjinga je jedan od najposjećenijih muzeja u Kini, te je 2018. god. zabilježio 3.670.000 posjetitelja, prema čemu je bio 4. u Kini, a ispred njega su bili samo Kineski nacionalni muzej, Kineski muzej znanosti i tehnologije i Pokrajinski muzej Zhejianga.

## Povijest
Muzej Nanjinga je jedan od najstarijih muzeja u Kini. Prethodnik ovog muzeja bio je Nacionalni središnji muzej kojega je osnovalo Ministarstvo obrazovanja nacionalne vlade 1933. god. To je bio prvi moderni sveobuhvatni muzej koji je država izgradila u Kini.
Muzej je zauzeo 12,9 hektara u Vrtu polubrda kod Zhongshanskih gradskih vrata. Cai Yuanpei, prvi pripremni predsjednik vijeća muzeja, predložio je izgradnju tri glavne dvorane, nazvane „Čovječanstvo”, „Obrt” i „Priroda”. Zbog političke nestabilnosti Kine 1930-ih, izgrađena je samo „Dvorana čovječanstva”. Nju je dizajnirao Liang Sicheng 1930-ih, kombinirajući kineski i zapadnjački arhitektonski stil. Prednji dio je zgrada tradicionalnog stila s krovom od zlatnog crijepa (carski simbol). Straga je građevina ravnog krova zapadnog stila. 
Tijekom japanske invazije, dio njegove zbirke prebačen je u jugozapadnu Kinu, a na kraju je premješten u Nacionalni muzej palače u Taipeiu kad je Kuomintang izgubio kineski građanski rat. Povjesničar Fu Sinian i antropolog/arheolog Li Ji nekad su bili predsjednici/kustosi, a arheolog i muzeolog Zeng Zhaoyu bila je prva žena predsjednica, a ujedno i osnivačica Muzeja Nanjinga. Od 1999. do 2009. godini muzej je znatno proširen. Zapadno od glavne zgrade, dodana je Umjetnička galerija u stilu kineske arhitekture prve polovice 20. stoljeća.

## Kolekcija
Muzej u svojoj stalnoj zbirci ima preko 400.000 predmeta, što ga čini jednim od najvećih u Kini. Posebno je dojmljiva muzejska ogromna zbirka carskog porculana dinastija Ming i Qing, koja je jedna od najvećih na svijetu. Vrhunac kolekcije je oklop u punoj veličini, napravljen od malih pločica žada koje su spojene srebrnom žicom. Kolekcija je izložena u 7 muzejskih zgrada: 

### Povijesni muzej
Glavna dvorana Muzeja Nanjinga izvorno je muzej humanističkih i prirodnih znanosti i umjetnosti, a sada djeluje kao pokrajinski muzej Jiangsua. Zgrada ima 6 izložbenih dvorana i tijekom cijele godine prikazuje „Izložbu drevne civilizacije Jiangsua“, koja je podijeljena u šest dvorana.
- Bi od žada iz grobnice kralja Chua, Zapadni Han, 2. stoljeće pr. Kr.
- Reljefni zid od opeke iz Xishanqiao grobnice, 5.-6. st.
- Glinene figurice Huishana
- Ying Yuan zlatna kovanica
- Zlatna ukosnica dinastije Ming
- Vezene cipele iz dinastije Qing
- Keramički čajnici

### Umjetnički muzej
Umjetnički muzej otvoren je u rujnu 1999. godine s izložbenim prostorom površine od 12.600 četvornih metara. Kolekcija Umjetničkog muzeja je podijeljena u 11 posebnih izložbenih dvorana: 
- Dvorana zemljanog posuđa
- Dvorana blaga
- Dvorana narodne umjetnosti
- Dvorana brončanih posuda
- Porculanska dvorana dinastija Ming i Qing
- Skulpture Wu Weishana
- Dvorana drevnih slika
- Dvorana moderne umjetnosti
- Jiangnan dvorana proizvoda od svile
- Dvorana žada
- Dvorana laka
- Dvorana za kaligrafiju i slike
- Dvorana za tkanje i vez

- Brončana figura tigra, Zapadni Han, 2. stoljeće pr. Kr.
- Li Kan, Veliki bambus i stijene, 13. st.
- Pocakljeni keramički luk iz Porculanske pagode Nanjinga, 15. st.
- Portret službenika Jianga Shunfua iz kasnog 15. st.
- Tang Yin, Gledajući proljeće i slušajući vjetar, rano 16. st.
- Li Shida, Paviljon na planini besmrtnika, rano 17. st.
- Zhou Shuxi, Kamelija i usamljena ptica, 17. st.
- Huang Shen, Ribar i ribarica, 18. st.
- Lakirana škrinja iz dinastije Qing

### Posebna izložbena dvorana
Posebna izložbena dvorana ima 7 izložbenih prostorija i četiri stalne izložbe: 
- Izložba tibetanskih kipova Bude iz Nanjinga
- Točnost i ljepota, zbirka satova
- Oprema palače Qing, izložba relikvija dinastije Qing
- Izložba carskog porculana Huacai-Kangyonggan

Pored ovih zgrada, Muzej Nanjinga posjeduje i:
- Muzej Republike Kine smješten pod zemljom, na istočnoj strani umjetničkog muzeja.
- Digitalni paviljon nalazi se pod zemljom između Povijesnog muzeja i Posebne izložbene dvorane.
- Muzej bez nasljeđa prikazuje četiri izložbe: Nematerijalna kulturna baština Jiangsua, Majstorska radionica, Malo kazalište i Stara čajnica.
- Skladište izgrađeno 1992. godine koje, površinom od 3.456 četvornih metara, istovremeno može provoditi pohranu i zaštitu kulturnih relikvija.

## Vanjske poveznice
|  | Zajednički poslužitelj ima još gradiva o temi Muzej Nanjinga |

- Službene stranice muzeja (engl.) (kin.)

32°02′33″N 118°49′13″E / 32.04250°N 118.82028°E